# 福井市スポーツ公園
福井市スポーツ公園（ふくいしスポーツこうえん）は、福井県福井市 に所在する都市公園（運動公園）である。

## 概要
1994年、福井市は安田・細坂地区にまたがった土地に新葬祭場と総合運動公園を建設する計画を明らかにした。3月には新葬祭場の、11月には総合運動公園の整備計画がまとまった。計画では53ヘクタールの敷地をスポーツ、自然、ファミリーの3つのエリアに分け、スポーツエリアには多目的ドーム、ドーム型総合体育館、陸上競技場、野球場、プール、テニスコートなどを配置する構想が示された。
1996年に着工、当初は総事業費380億円、2010年の完成が想定されていた。しかし1996年5月に予定されていた葬斎場と運動公園の敷地造成工事入札に談合疑惑があり入札が延期になった。福井市の財政もその後悪化。1998年の財政健全化計画で総事業費270億円に圧縮され、2003年までにまずサッカー場とソフトボール場を整備することになった。全事業の完成は2018年に延期された。新葬祭場の方は「福井市聖苑」の名称で1999年に完成した。
2003年には財政健全化計画が終了、市は延期されていた野球場建設に2004年着工、2007年に完成させる計画を示した。

## 施設
- 福井市スポーツ公園野球場（福井フェニックススタジアム）
- 福井市スポーツ公園サッカー場（福井市フットボールセンター）

## 交通
- 北陸新幹線・ハピラインふくい線・えちぜん鉄道勝山永平寺線 福井駅 から
  - 京福バス 13系統（桜ヶ丘団地線）「桜ヶ丘団地」行きに乗車、「安田」下車。本数僅少。
  - タクシー 約7 km。
- 北陸自動車道 福井ICから、国道158号、福井県道・石川県道5号福井加賀線、福井県道115号殿下福井線経由 約12 km。